# Chira spinipes
Chira spinipes är en spindelart som först beskrevs av Władysław Taczanowski 1871 [1872.  Chira spinipes ingår i släktet Chira och familjen hoppspindlar. Inga underarter finns listade i Catalogue of Life.